# Кэти Морган
Кэти Морган (англ. Katie Morgan, род. 17 марта 1980, Лос-Анджелес, Калифорния) — американская порноактриса и ведущая ток-шоу на радио. Член Зала славы AVN с 2013 года.

## Биография
В 2000 году Морган была арестована за транспортировку 45 кг марихуаны из Мексики в США. Чтобы оплатить свой залог и судебные издержки Морган решила начать работать в порноиндустрии. Её дебютным фильмом стал Dirty Debutantes 197. Она также снималась в программах HBO A Real Sex Xtra: Pornucopia — Going Down in the Valley, Katie Morgan on Sex Toys, Katie Morgan: Porn 101, Katie Morgan’s Sex Tips: Questions, Anyone? и документальном фильме Katie Morgan: A Porn Star Revealed в котором она объяснила выбор своего псевдонима Морган. Имя Кэти было взято от первого имени Скарлетт О’Хара из Унесённых ветром, а Морган — от алкогольного напитка Captain Morgan. Обычно она вела программы полностью раздетой, имея из одежды только пару туфель на высоком каблуке.
В 2008 году она вышла на большой экран, снявшись в комедии Кевина Смита «Зак и Мири снимают порно».
В 2008 году она прекратила сниматься в порнофильмах, а уже в следующем году после её свадьбы официально объявила о завершении своей карьеры. Однако уже в конце 2015 года вернулась к съемкам в порнофильмах, подписав контракт с компанией Nexxxt Level Talent.

## Премии и номинации
| Год  | Церемония              | Категория                             | Работа                     | Результат        |
| ---- | ---------------------- | ------------------------------------- | -------------------------- | ---------------- |
| 2003 | AVN Awards             | Лучшая новая старлетка                |                            | Номинация        |
| 2005 | XRCO Award             | Невоспетая сирена                     |                            | Победа           |
| 2009 | AVN Award              | Звезда кроссовера года                |                            | Победа           |
| 2009 | Mr. Skin Anatomy Award | Лучшая порнозвезда ушедшего Голливуда | Zack and Miri Make a Porno | Победа           |
| 2013 | AVN Hall of Fame       | AVN Hall of Fame                      | AVN Hall of Fame           | AVN Hall of Fame |